# اندول (نیویورک)
اندول (به انگلیسی: Endwell) یک منطقهٔ مسکونی در ایالات متحده آمریکا است که در شهرستان بروم، نیویورک واقع شده‌است. اندول ۹٫۸ کیلومتر مربع مساحت و ۱۱٬۴۴۶ نفر جمعیت دارد و ۲۵۸ متر بالاتر از سطح دریا واقع شده‌است.